# Premio Internacional de Periodismo Manuel Vázquez Montalbán
El Premio Internacional de Periodismo Manuel Vázquez Montalbán (en catalán: Premi Internacional de Periodisme Manuel Vázquez Montalbán) es un galardón creado el año 2004 con la voluntad de recordar la figura del escritor y periodista Manuel Vázquez Montalbán, fallecido el año anterior. El premio se convoca en dos categorías: «Periodismo Cultural y Político» y «Periodismo Deportivo».
En la categoría de Periodismo Cultural y Político, el premio Vázquez Montalbán es convocado conjuntamente por el Colegio de Periodistas de Cataluña, los diarios AVUI, El País y El Periódico, el Grupo Planeta y el grupo editorial Random House Mondadori.
En la categoría de Periodismo Deportivo, lo convocan conjuntamente el Colegio de Periodistas de Cataluña y la Fundación FC Barcelona.

## Galardonados
| Año  | Periodismo Cultural y Político                         | Periodismo Deportivo     |
| ---- | ------------------------------------------------------ | ------------------------ |
| 2004 | Maruja Torres Anna Politkóvskaya                       | Patrick Mignon           |
| 2005 | Josep Pernau                                           | Joaquim Maria Puyal      |
| 2006 | Tomàs Alcoverro Teresa Pàmies                          | Juan Villoro             |
| 2007 | Seymour Hersh                                          | Simon Kuper              |
| 2008 | Roberto Saviano                                        | Candido Cannavò          |
| 2009 | Luz Sosa                                               | Ramon Besa               |
| 2010 | Juan José Millás                                       | Eduardo Galeano          |
| 2011 | Rosa Marqueta Fran Llorente                            | Santiago Segurola        |
| 2012 | Jordi Évole                                            | Nick Hornby              |
| 2013 | Marc Marginedas Javier Espinosa Ricard Garcia Vilanova | Sergi Pàmies             |
| 2014 | Andreu Missé                                           | Tostão                   |
| 2015 |                                                        | El premio no se convocó  |
| 2016 |                                                        | El premio no se convocó. |
| 2017 |                                                        | Michael Robinson         |
| 2018 |                                                        | Emanuela Audisio         |
| 2019 | Leila Guerriero                                        | Jorge Valdano            |